# 德國駐日本大使館
德國駐日大使館（德語：Deutsche Botschaft Tokyo）是德意志聯邦共和國对日本國設置的外交代表機構，亦為德國規模最大的駐外使館之一，館址位於東京港區的南麻布四丁目，主要任務是負責增進、擴充德日關係，加深德國與日本政經、學術、文藝及傳媒各界的交流。德國駐日大使是使館位階最高的外交人員，2014年3月起的大使職務由前德國駐華大使館公使魏翰楷擔任。
除了東京的大使館外，德國亦於大阪設有駐大阪神戶總領事館。

## 歷史

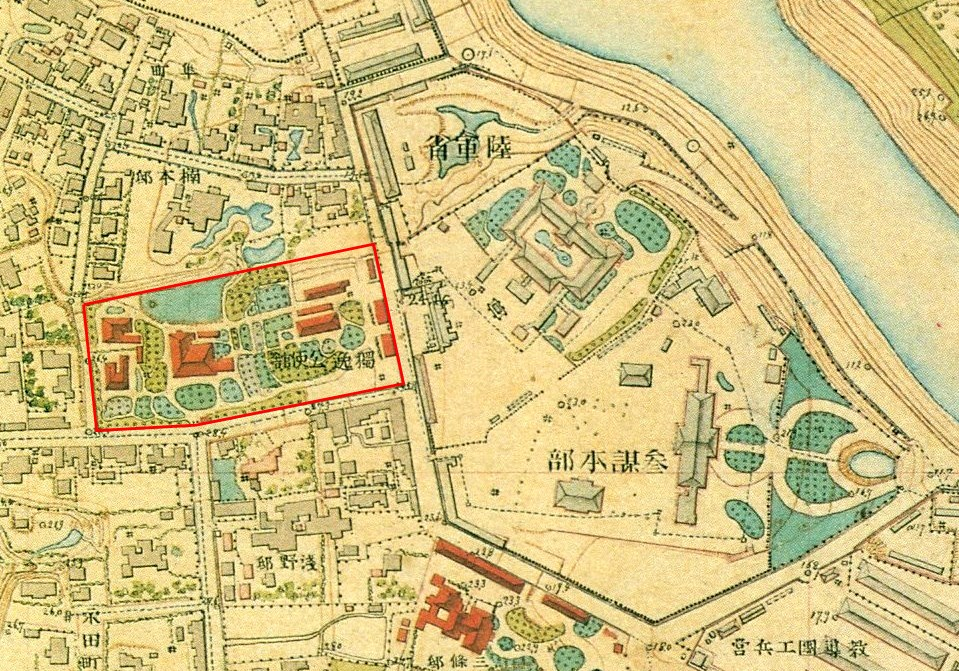
德國駐日公使館（紅線圈圍區域）在永田町的位置，1883年。右側可見「陸軍省」和「參謀本部」。

德日兩國的外交關係始於19世紀後期。1860年7月，普魯士王國派出了一個外交使節團東赴亞洲，弗里德里希·楚·艾林波伯爵出任團長，率隊從品川登陸日本。普國使團與德川幕府進行了一番交涉後，於同年12月締結了友好通商條約，並核准了駐日公使館的設置，由巴蘭德出任首位常駐使節。第一代的普魯士公使館建於橫濱的外国人居留地，但後來就遷到東京麻布的寺廟「春桃院」（今南麻布3−18−8）中。當時在東京的麻布和芝界隈一帶，尚有多座寺院被幕府指定為赴日外國使節的駐留用公館:p5:p5。
1871年普魯士主導全德統一、建立德意志帝國後，便將日本的普魯士公使館改為德國公使館，並於1872年在東京市中心的永田町闢建新館舍。1894年，永田町的德國公使館在明治東京地震當時遭到震毀，替日本政府擔任外籍顧問的英國建築師約西亞·康德幫德方設計了新的兩層式磚造公使館新樓，該樓於1897年時開始作為使館辦事處使用。
1906年，德國將駐日代表處的級別從公使館升為大使館，館院與陸軍省的後門僅隔有一條名為「梨木坂」的小街，1936年完工的國會議事堂也座落於南邊的大路對面。這令德國大使館所處的地段緊臨著日本的國家軍政中樞，離首相辦公室和行政部門雲集的霞關也不遠，因此，該地成了德國人在戰前的日本進行情報活動的據點，20世紀著名間諜——俄裔德國人理查·佐爾格即曾於德國駐日大使館替蘇聯進行秘密任務。

### 二戰及戰後初期
1945年5月25日，美軍發動第二次東京大空襲，德國駐日大使館在B-29轟炸機投下的爆彈烈雨之中嚴重焚毀。二戰結束、同盟國佔領日本之後，大使館用地和日本境內的其他德國地產均被盟軍司令部（GHQ）列為接收對象:p5。
隨著西德在1949年時建國、以及日本在1952年時藉由舊金山和約恢復主權，兩國已經具備了重新建立邦交的條件。戰前曾任職於大阪德國總領館和東京大使館的沃夫岡·加林斯基（Wolfgang Galinsky）負責率領團隊，在帝國飯店的房間內替大使館的重新開館進行前置工作:p5，並於1952年時正式成立了「德國駐日海外代表處」（Deutsche Überseevertretung Tokyo），由參贊海因里希·諾德擔任臨時代辦:p6。由於永田町的原德國使館地皮已經被日本政府劃為國立國會圖書館的預定位址，因此西德代表處改設於麻布東鳥居坂町（今六本木五丁目）。雖然該處於同年即升格為大使館，但其地址到1960年前均維持不變，而首任特命全權大使漢斯·柯洛於1955年時才到任:p6。

### 遷入現址

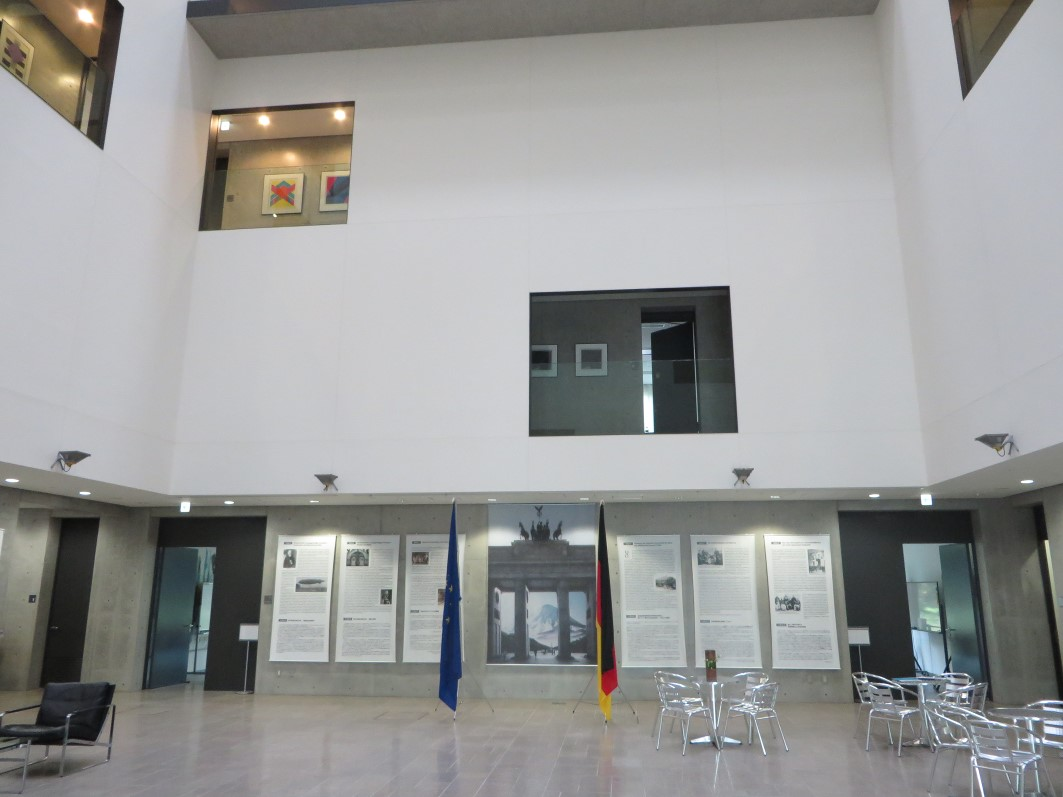
德國駐日大使館內部大廳，2014年

1954年，日本政府提議將南麻布的土地交予西德作為使館、代替永田町的舊地，並只收取1日元的象徵性費用。這塊地在挪為西德所用之前，曾建有中華民國（台灣）駐日大使館的設施:p6。
日本政府提案兩年後的1956年，西德開始在面積約14,500平方公尺的土地上修建使館辦公樓和大使官邸，兩樓均富有現代建築的特色。大使官邸為鋼筋混凝土結構，由聯邦建築局（BBD）總部規劃、日本的松田平田設計事務所承建，於1957年竣工。辦公樓則由聯邦建築局的柏林總部（今聯邦建築暨區域規劃局；）設計，1960年時投入使用，取代了麻布東鳥居坂町的臨時館舍。該樓的樓梯間均朝向南方，由地面直通頂樓，外部鑲有落地窗以加強採光，屋頂則是一塊板狀的大型曲面，表現出融有西方式功能主義和東方式建築傳統的設計:p6。1973年，東德與日本建交，其亦於赤坂設有東德駐日大使館。
1990年兩德統一，東京的兩座德國駐日使館也減為一座。1995年阪神大地震的發生，使日德雙方均認為原有的大使館館舍已經不能符合更新穎、更嚴格的防震要求，而決定實施重建工程。最後由德國建築師馬勒·福克斯（Mahler Günster Fuchs）的方案在競圖比賽中脫穎而出，他將新的使館辦公大樓設計成一座黑色的玻璃鋼骨立方體，內部採白色漆面和自然採光，佔地720平方公尺，樓板總面積3,700平方公尺，使用面積1,600平方公尺，共有65個辦公空間，於2005年竣工。使館院區內除了這棟大樓與大使官邸外，尚有一座日式庭園，園裡有明治時代流傳下來的雕塑和藝術品。
2011年3月的福島第一核電廠事故爆發後，德國外交部曾通告旅日德僑遠離首都圈，並於3月18日至4月29日之間，將德國駐日大使館全體館員從東京撤到大阪，使館業務也暫時交由德國駐阪神總領事館辦理。

## 使館部門
- 政治處（Politische Abteilung）：下轄政務課（Politischen Referat）、勞動保健課（Arbeit und Gesundheit）、領事課（Konsularreferat）[12]。
- 文化公關處（Abteilung für Kultur und Öffentlichkeitsarbeit）：下轄文化課（Kulturreferat）、新聞課（Pressereferat）[13]。
- 經濟處（Wirtschaftsabteilung）：工作範疇包含財務、農林、環境、科學等領域[14]。
- 武官室（Militärattachéstab）：德國聯邦國防軍駐日武官的辦事處，負責向德國政府匯報日本的防衛政策相關情報、輔佐大使處理國防領域的相關館務，並與日本自衛隊和各國駐日武官團保持聯繫[15]。

## 位置資訊
德國大使館位於南麻布地區的一座斜坡上，北邊緊鄰著有栖川宮紀念公園，最近的地鐵站是日比谷線的廣尾站。週邊尚分布有中華人民共和國大使館、法國大使館、阿根廷大使館、瑞士大使館、芬蘭大使館、巴基斯坦大使館等。

## 領事轄區
東京的德國駐日大使館負責日本東部、北部的領事業務，領事轄區包含了關東地方諸縣、東北地方諸縣、北海道及中部地方東部縣份（山梨、長野、靜岡、新潟）。德國駐阪神總領館的轄區則為中部地方其餘各縣、關西地方諸縣、中國地方諸縣、四國、九州及沖繩縣。